# Шейнфелд, Дэвид
Дэвид Шейнфелд (англ. David Sheinfeld; 20 сентября 1906, Сент-Луис — 9 июня 2001) — американский скрипач и композитор.
Родился в семье выходцев с Украины. Музыку изучал преимущественно самоучкой. В 1929 г. получил грант на поездку в Рим для изучения композиции и занимался в академии Санта-Чечилия под руководством Отторино Респиги. В 1931 г. вернулся в США и поселился в Чикаго, играл в оркестрах, сочинял музыку для балетных и театральных постановок. С 1944 г. скрипач Питсбургского симфонического оркестра, в 1945—1971 гг. — Сан-Францисского симфонического оркестра.
Произведения Шейнфелда исполняли ведущие американские музыканты: его Адажио и аллегро (1947) и Концерт для оркестра (1950) впервые прозвучали в исполнении Сан-Францисского симфонического оркестра под управлением Пьера Монтё, Концерт для скрипки с оркестром — в исполнении Филадельфийского оркестра под управлением Аншеля Брусилова. Поздние работы Шейнфелда пользовались не меньшим интересом: так, две его симфонии — Симфония № 1 «Противоположности» (англ. Polarities; 1990) и Симфония № 2 «E=Mc2» (1998) — были впервые исполнены Берклийским симфоническим оркестром под управлением Кента Нагано, а премьера Второго струнного квартета состоялась в 1993 г. в исполнении Кронос-квартета. Последнее произведение Шейнфелда, «Different Worlds of Sound» для ударных и оркестра, было закончено им в 2000 г.